# Paombong
Paombong là đô thị hạng 3 ở tỉnh Bulacan, Philippines. Theo điều tra dân số mới nhất, đô thị này có dân số 53.510 người trong 8.266 hộ.

## Các đơn vị hành chính
Paombong về mặt hành chính được chia thành 14 barangays (6 urban, 8 rural).
- Binakod
- Kapitangan
- Malumot
- Masukol
- Pinalagdan
- Poblacion
- San Isidro I
- San Isidro II
- San Jose
- San Roque
- San Vicente
- Santa Cruz
- Santo Niño
- Santo Rosario